# 대안학교
대안학교(代案學校, 영어: alternative school)는 종래의 학교교육의 문제점을 보완하고자 학습자 중심의 자율적인 프로그램인 대안교육을 실천하는 학교다. 일반학교와는 달리 전인교육과 체험학습 등에 중점을 둔 별도의 프로그램을 운영하도록 고안된 학교이다. 영국의 교육자이자 작가인 A. S. 닐(A. S. Neill)이 1921년 설립한 서머힐 스쿨(Summerhill School)이 대표적 대안학교다.
대한민국에는 철학인문학 대안학교가 유일하게 있다. 광주에 있는 '지혜학교'가 그곳이다.
공교육에서 다루기 어려운 다양한 학습 욕구를 충족시키기 위한 기존의 공립·사립학교와는 다른 작은 학교다.

## 대한민국
대안학교는 중·고교 교육과정을 마치면 이에 맞는 학력을 인정받게 되며, 일반학교 재학 중에 탈락한 학생은 1년 이내의 단기과정을 이수시켜 원래의 학교로 복귀시킨다. 1998년 3월에 5개교가 신설되었다. 또 일반학교에서는 거의 배우지 못하는 창의성 교육을 부모가 대신 시키자는 취지하에 주로 방학 중에 운영하는 계절학교 형태의 대안학교도 있다.
공교육과 사교육이 수용하지 못하는 지점에 대안교육이 위치하나 2017년에는 광주의 철학·인문학 대안학교인 지혜학교에서 대학수학능력시험 만점자가 나와 화제가 됐다.

### 설립
대안학교는 크게 학력인정을 해주는 인가형 학교와 학력인정이 되지 않는 비인가형 학교로 구분된다. 학력 인정 대안학교의 경우 학제에 따라 초등, 중등, 고등과정으로 나뉘게 된다. 학력 미인정 대안학교의 경우 교육과정과 운영형태가 다양하고, 분류 방법도 다양하지만 크게 전원형과 도시형으로 구분할 수 있다.
전원형의 경우 대부분 기숙형태로 운영하면서 교육하게 되며, 도시형은 통학을 기본으로 운영된다. 전원형과 도시형의 구분은 학교의 교육이념 및 가치, 교육목표에 따라 구분되기도 하며 이러한 구분을 통해 학생들의 구성이나 교육과정 편성 등에 차이가 발생할 수 있다.
교육부의 지원을 받지 않는 대신, 교육과정에서부터 학제까지 완전 자율로 운영된다. 다만, 학비가 매우 비싸다는 단점이 있다.

## 같이 보기
- 영재교육
- 특수교육